# The Great Prince Shan
The Great Prince Shan er en britisk stumfilm fra 1924 af A.E. Coleby.

## Medvirkende
- Sessue Hayakawa som Prince Shan
- Ivy Duke som Lady Maggie Trent
- Tsuru Aoki som Nita
- Valia Venitshaya som Nadia Karetsky
- David Hawthorne som Nigel Dorminster
- Fred Raynham som Immelmann
- Henry Vibart som Earl of Dorminster
- Henry Nicholls-Bates som Gilbert Jenson
- A.E. Coleby